# Rickenbach (Zurique)
Rickenbach é uma comuna da Suíça, no Cantão Zurique, com cerca de 2.502 habitantes. Estende-se por uma área de 6,03 km², de densidade populacional de 415 hab/km². Confina com as seguintes comunas: Altikon, Dinhard, Ellikon an der Thur, Wiesendangen, Winterthur.
A língua oficial nesta comuna é o Alemão.